# Museu Cusí de Farmàcia
El Museu Cusí de Farmàcia és un museu de titularitat privada que es troba a les instal·lacions dels laboratoris Alcon (Laboratoris Cusí), al Masnou (Maresme). El museu és propietat de la Reial Acadèmia de Farmàcia de Catalunya.

## Història
El museu Cusí de Farmàcia va ser creat pel farmacèutic, Joaquim Cusí i Fortunet, fundador d'una empresa familiar de productes farmacèutics que tingué el seu origen, l'any 1902, en la seva farmàcia del carrer Ample de Figueres.
Secundat per Rafael i Carles Cusí, el laboratori farmacèutic prosperà i l'any 1925 es traslladà al poble del Masnou. L'any 1995 els Laboratoris Cusí passaren a ser propietat del grup Alcon amb el nom d'AlconCusí, i l'any 1997 el Museu Cusí de Farmàcia fou cedit per la família Cusí a la Reial Acadèmia de Farmàcia de Catalunya que, amb l'ajuda de l'empresa actual, té cura del seu manteniment i difusió.

## Col·leccions
El nucli central del museu és una instal·lació farmacèutica benedictina del segle del segle xviii procedent de l'abadia de Santa Maria la Real de Nájera, La Rioja. Aquesta va ser comprada per Joaquim Cusí l'any 1921 i instal·lada amb la intenció de reproduir amb la major fidelitat aquest recinte. D'estil barroc, va ser construïda durant la segona meitat del segle xviii.
Cal destacar també la biblioteca, amb més de 10.000 volums, i diferents col·leccions relacionades amb la farmàcia i la medicina.
Al Museu, també s'hi apleguen diferents col·leccions d'objectes i complements de procedència diversa relacionats amb la farmàcia i la medicina, que, pel seu valor, originalitat i varietat, augmenten la importància d'aquest conjunt museístic. Destaquem una col·lecció de recipients ceràmics procedents de diverses zones d'Espanya dels segles xviii i xix.